# فاليري تريفلير
فاليري تريفلير (بالفرنسية: Valérie Trierweiler 
تنطق بالفرنسية: [valeʁi tʁiɛʁvɛlɛːʁ]
، ولدت في 16 فبراير، 1965) صحفية فرنسية ومؤلفة. استضافت العديد من البرامج الحوارية والمقابلات السياسية، كما عملت لفترة في المجلة الفرنسية باري ماتش.
عرفت بأنها كانت شريكة رئيس فرنسا، فرانسوا أولاند من عام 2007 حتى يناير 2014. بعد انفصاله عن زوجته المرشحة السابقة سيغولين رويال.

## السيرة الذاتية

### النشأة والحياة المبكرة
ولدت فاليري ماسينيو في مدينة أنجيه، إقليم ماين ولوار، فرنسا. الطفل الخامس من ست أطفال. والدها جين نويل ماسينيو فقد قدمه من لغم أرضي في الحرب العالمية الثانية، كان عمره آنذاك 13 عاما فقط، وتوفي في عمر 53 عاما. كانت ابنته وقتها تبلغ 21 عاما. عملت والدتها بعد وفاة زوجها في حلبة تزحلق.
درست فاليري التاريخ وعلوم السياسة، حصلت على شهادة الدراسات المعمقة في علوم السياسة من جامعة باريس 1 - بانتيون سوربون.

### الحياه العلمية

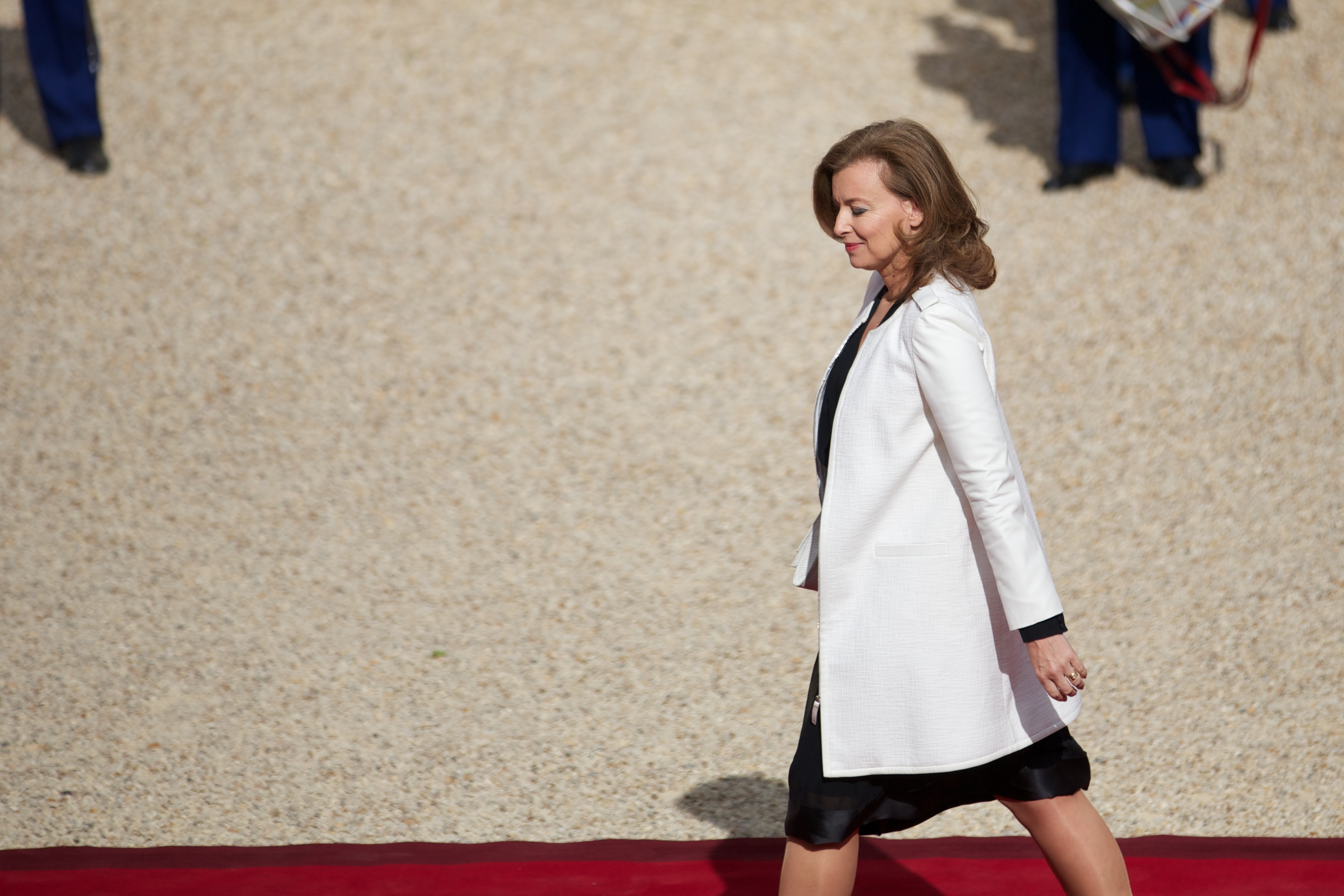
فاليري تريفلير في عام 2012

في عام 2005، بدأت فاليري في استضافه برامج الحوارات السياسية مباشر على القنوات التلفزيونية. كانت واجهة البرنامج السياسي الأسبوعي "لي جراند 8" حتى عام 2007، لتسضيف بعدها مع مايكل جيودي العرض الإسبوعي "كلام في السياسة" في شهر سبتمبر من نفس العام.
في عام 2012، أعلنت فاليري عن تجديد عقدها كصحفية في مجلة باري ماتش. على الرغم من انتخاب شريكها رئيس فرنسا.
في 12 يونيو 2012، سببت ضجة كبيرة بعد تغريدتها على تويتر الداعمة فيها أوليفر فاروني، المرشح لإنتخابات مدينة لا روشيل كمرشح إشتراكي مستقل ضد سيغولين رويال الشريكة السابقة لفرنسوا أولاند. كان أولاند قد أعلن سابقا دعمة لحملة صديقتة رويال أمام العامة.
في عام 2017، نشرت تريفلير روايتها الأولى "سر أديل". يحكي الكتاب قصة رسمة أديل بلوخ باور للرسام والفنان النمساوي غوستاف كليمت.

### الحياة الشخصية

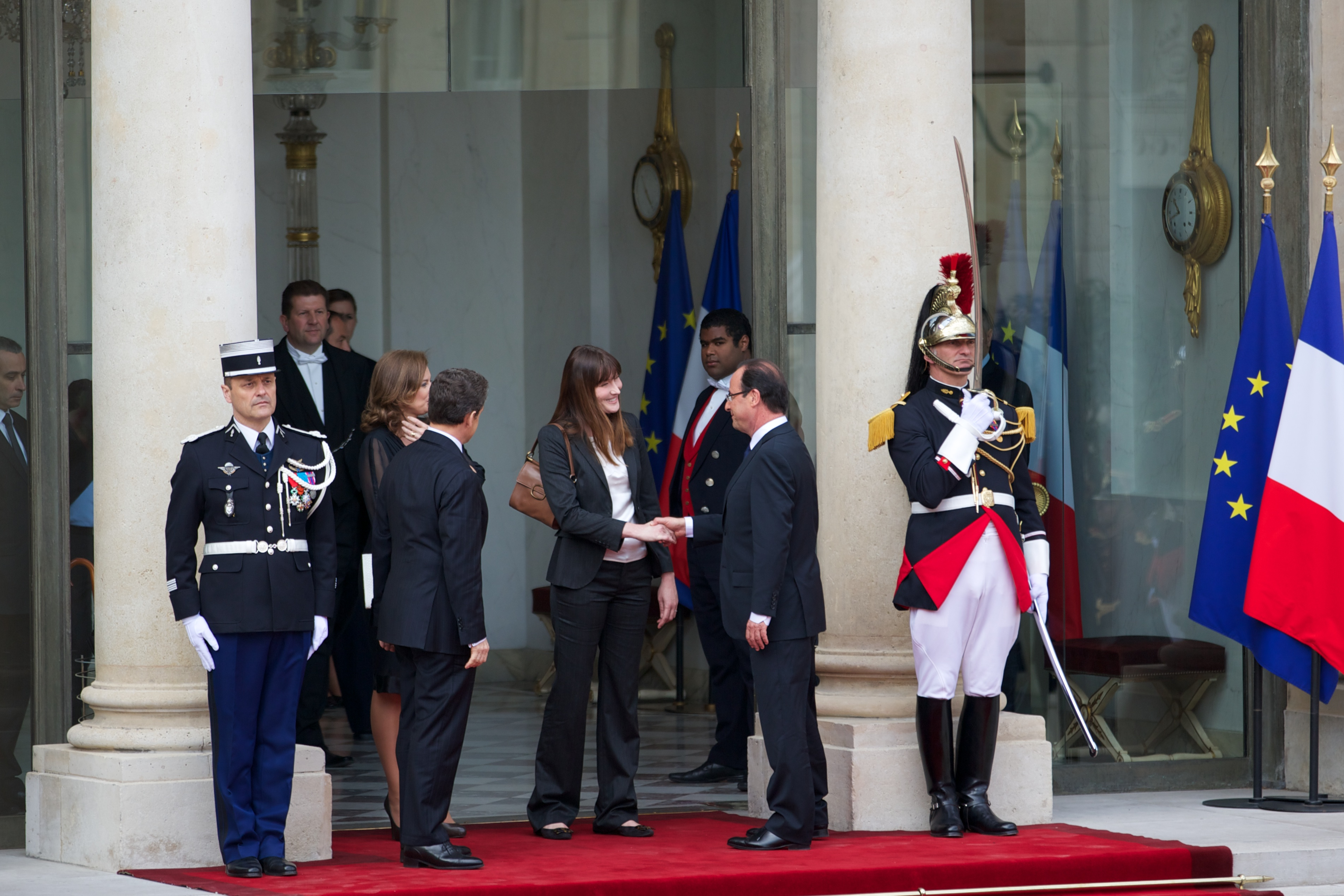
فاليري تريفلير في حفل تنصيب الرئيس الفرنسي عام 2012، قصر الإليزيه، باريس

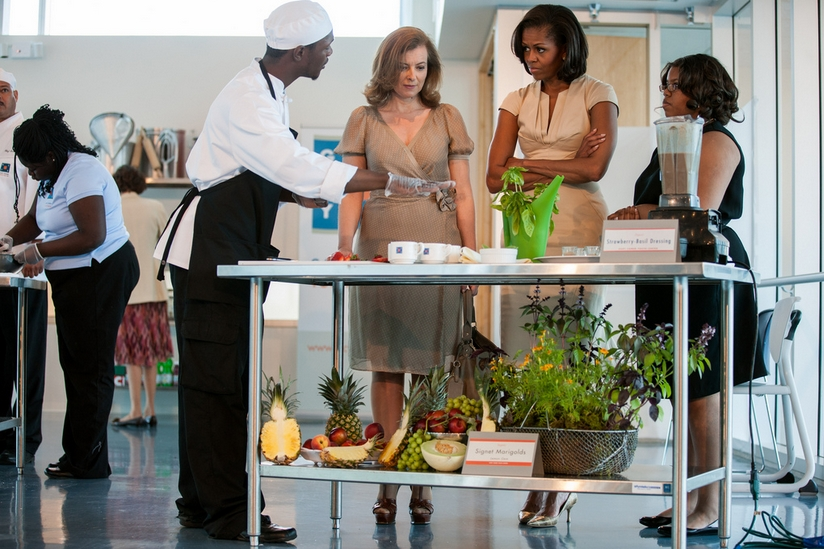
فاليري تريفلير مع ميشيل أوباما

تزوجت فاليري المرة الأولى من صديق طفولتها فرانك ثوريو. إنتهي الزواج بالطلاق بعد ثلاث سنوات فقط (1989-1992) بدون أطفال لتتزوج مرة أخرى من دينيس تريفلير (1995-2010)، محرر مساعد في مجلة باري ماتش، كاتب وأكاديمي. رزق الثنائي بثلاثة أطفال ولم يستمر الزواج أيضا لينتهى بالطلاق الذي استمرت إجراءاته ثلاث سنوات من عام 2007 إلى عام 2010.
قابلت فاليري أولاند في الانتخابات البرلمانية لعام 1988. كان أولاند ما زال على علاقة مع سيغولين رويال. بدأ الثنائي التواعد في عام 2007 وكانت فاليري ما تزال في ذلك الوقت متزوجة من دينيس أيضا. أعلن الثنائي عن علاقتهم للعامة في أكتوبر 2010 بعد إتمام طلاقها.
في يناير 2014، خصصت مجلة المشاهير كلوزر سبع صفحات عن تحرياتهم التي أدت إلى كشف علاقة الرئيس الفرنسي مع الممثلة الفرنسية جولي غاييه مدعومة بالصور (حيث نشرت الجريدة صورا للرئيس بدراجة نارية خارجا من بيتها). نصح أصدقاء فاليري أن تذهب إلى إحدى المستشفيات للراحة وإجراء بعض الاختبارات والتحليلات، الأمر الذي استجابت له في 10 يناير.
في 17 يناير ذهب أولاند ليزورها للمرة الأولى في المستشفى ليطمئن عليها وإيجاد حلا مناسبا لعلاقتهم، أعلن الثنائي عن انفصالها في 25 يناير بعد ثمان أيام من زيارته لها.
في سبتمبر 2014، تم نشر كتاب فاليري بعنوان "Merci pour ce moment" تحكي فيه عن حياتها مع أولاند منذ بداية ارتباطهما وأجواء إنهاء العلاقة وعلاقتهم بعد الانفصال.

## المنشورات
- "Merci pour ce moment". (باريس: أنجيه، 2014)
- "سر أديل"، (باريس: أنجيه، 2017)

## وصلات خارجية
- فاليري تريفلير على موقع IMDb (الإنجليزية)
- فاليري تريفلير على موقع قاعدة بيانات الفيلم (الإنجليزية)

- السيرة الذاتية لفاليري تريفلير
- فاليري تريفلير: غير حياتك الآن
- علاقة فاليري تريفلير مع جولي غاييه